# SNF Floerger

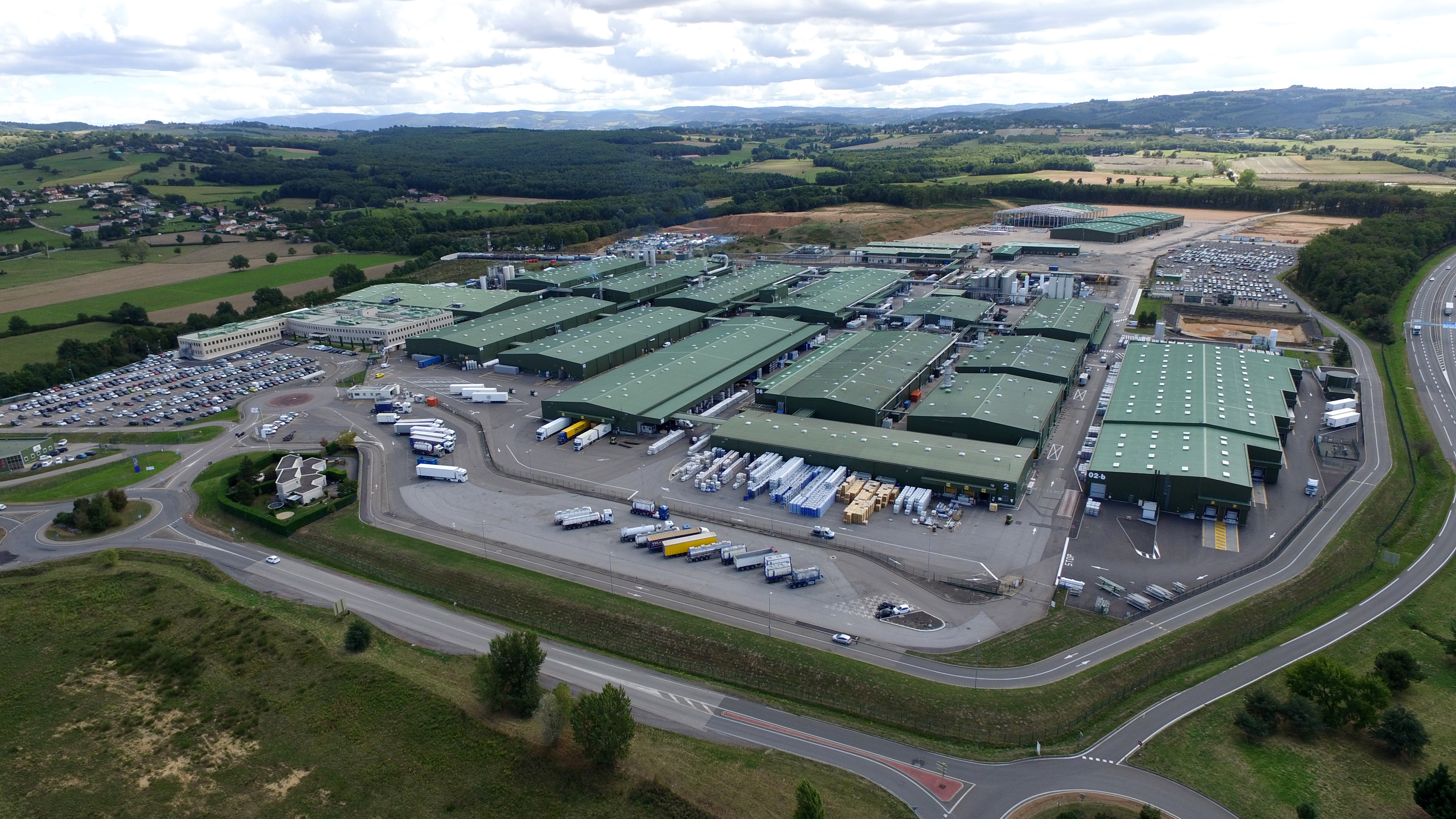
Andrézieux, Francia

A SNF é o maior fabricante de poliacrilamida no mundo, com uma capacidade de 1190 kt/ano, cuja sede é em França. Estes polímeros hidrossolúveis são utilizados na fabricação de água potável, no tratamento de águas residuais, na recuperação avançada de petróleo, nas minas, no papel, na agricultura, na indústria têxtil e na cosmética.
O grupo SNF é composto de subsidiárias e joint-ventures em mais de 40 países e opera em 21 usinas na Europa, na Ásia, na Austrália e nas Américas. A sede situa-se em Andrézieux no Loire a 25 km de Saint-Étienne, France. A SNF tem clientes em 130 países e fornece produtos a uma grande diversidade de indústrias. A SNF faz parte das maiores empresas de química em França, todavia continua pouco conhecida para o grande público, pois é uma empresa de capitais privados e opera principalmente em business-to-business.
No final de 2019, o grupo empregava mais de 6600 pessoas para um volume de vendas de 3,4 G€.

## Setores de atividade
Os produtos fabricados pela SNF são usados em numerosos segmentos de mercado. O motor de crescimento da SNF é a crescente raridade dos recursos naturais: a água, o petróleo e os minerais.

### Fabricação de água potável
A SNF fabrica coagulantes orgânicos tais como os polyDadmac e os polyAmine, bem como floculantes de poliacrilamida. Estes produtos são fornecidos, quer diretamente, quer através de empresas de serviços junto das usinas de produção de água potável.

### Tratamento de águas residuais
O mercado histórico da SNF é o tratamento de água Os floculantes de poliacrilamidas são utilizados nos decantadores primários e ,sobretudo, na desidratação das lamas.

### Petróleo
As poliacrilamidas são utilizadas na recuperação avançada do petróleo (EOR) para melhorar tanto a velocidade como a quantidade de petróleo extraído do reservatório. As técnicas mais utilizadas são a injeção de polímeros (PF), a injeção de polímeros e de surfactantes (SP) e o processo polímero/surfactante/alcalino (ASP). Esta última técnica, quando aplicada, pode permitir recuperar 90% do petróleo do local [9].

### Gás (Gás não convencional, gás de xisto, gás de carvão)
Com o sucesso crescente da fratura hidráulica como técnica eficaz de extração dos gases não convencionais, a utilização de redutores de fricção generalizou-se. As poliacrilamidas são utilizadas pela sua capacidade de reduzir as perdas de pressão da água, reduzindo o atrito, permitindo, desse modo, maximizar as pressões no fundo dos poços com a mesma capacidade de bombeamento.

### Minas
SNF fabrica reagentes para minas, baseados na química de xantatos.

### Papel
Amplamente utilizadas pela indústria de papel, as poliacrilamidas, vendidas pela SNF sob a marca registada FLORET, são usadas como auxiliares de processo e aplicadas na secção de formação na máquina de papel, ou por si só ou como parte de um sistema de multicomponentes. Melhoram a produtividade, retenção e drenagem. Os coagulantes atuam como fixadores para vários químicos, tais como corantes e agentes aglomerantes, neutralização de cargas das demandas de controlo catiônico e de gomas. A SNF também fabrica resinas sintéticas resistentes a seco, que são baseadas em acrilamida, glyoxalated (FLOSTRENGTH) ou provenientes de rearranjo de Hofmann. Estas resinas aplicadas em pasta espessa, conferem maiores propriedades de resistência ao papel e ao cartão, permitem a substituição das fibras por outras de qualidade inferior ou por produtos de revestimento (PCC, GCC). Tem havido relatos de aumentos de produtividade.

### Agricultura
Os superabsorventes de poliacrilamida, podem absorver até 400 vezes o seu peso em água, são utilizados em numerosas aplicações, tais como reflorestamento, horticultura, paisagismo e espécies ornamentais. Estes produtos, vendidos sob o nome comercial AQUASORB, aumentam a capacidade de retenção da água dos solos durante vários anos, reduzem o tempo de irrigação e de utilização de água e diminuem as perdas de água e de nutrientes ligadas à lixiviação.
Os polímeros de poliacrilamida solúveis em água são utilizados para flocular o solo irrigado, melhorando assim a penetração de água e o arejamento dos solos enquanto diminuem a erosão do solo.

### Têxtil
Os espessantes têxteis FLOPRINT são usados em pigmentos, tinturaria reactiva e por dispersão. Estão disponíveis como emulsões inversas padrão, emulsões inversas desidratadas e pós. A SNF também fabrica adjuvantes têxteis usados como anti-migrantes, dispersantes, agentes aglomerantes e de fixação.

### Cosmética
A SNF fabrica três tipos de ingredientes cosméticos, agentes condicionadores, modificadores de reologia e carbômeros, sob as marcas comerciais FLOCARE e FLOGEL. O primeiro, conhecido como Polyquaternium, 6, 7 , 11 e 22. É utilizado para condicionador de cabelo e gel de banho. Têm uma afinidade para a queratina, desse modo protegendo, melhorando e reparando as fibras capilares. Os modificadores de reologia baseiam-se em agentes espessantes para formulações de tratamentos da pele e cremes de pentear. Os carbômeros, baseados em tecnologia de precipitação, são os agentes espessantes mais utilizados na indústria cosmética.

### Soluções Funcionais
A SNF também fabrica polímeros especiais, como FLOSET para a indústria de construção, FLOSPERSE como dispersante, FLOSOFT e FLOGEL para aplicações nos cuidados da casa, METALSORB como agente quelante de metais pesados e ODORFLO como agente de controlo de odores.

## Produção
SNF investiu 1.0 GEUR em instalações de produção por todo o mundo, como resultado a SNF tem um total de 21 instalações de produção na Europa, Américas , Ásia e Austrália; com 7 grandes fábricas em Andrézieux, França - Riceboro, Geórgia, USA - Plaquemine, Louisiana, USA - Taixing e Rudong, China - Ulsan, Coreia e Vizag, India. No final de 2019 a capacidade de produção mundial era de 1190 kt/ano de polímero ativo.